# Милейковский, Абрам Герасимович
Абрам Герасимович Милейковский (15 января 1911, Минск — 12 января 1995, Москва) — советский и российский экономист, академик РАН (1991; академик АН СССР с 1981).

## Биография
А. Г. Милейковский родился в 1911 году в Минске, в семье десятника по лесному делу. В 1927 году окончил среднюю школу в г. Боровичи Новгородской области и затем в течение года работал делопроизводителем в редакции местной газеты «Красная Искра». В 1929 году поступил на экономико-географическое отделение географического факультета ЛГУ. По окончании обучения в 1932 году, остался в аспирантуре по кафедре экономической географии. С 1935 по 1940 год, уже будучи кандидатом географических наук, трудился в должности доцента на том же факультете.
Член ВКП(б) с 1940 года. В декабре того же года А. Г. Милейковского призывают на службу в Военно-Морской Флот. Накануне и во время Великой Отечественной войны он преподавал на Курсах высшего и старшего начальствующего состава ВМФ в Стрельне, в Военно-морском политическом училище в Кронштадте, а также на Курсах усовершенствования политсостава ВМФ в Москве. С октября 1943 до апреля 1954 — начальник кафедры международных отношений Военно-политических курсов ВМФ в Москве. Затем из ВМФ его переводят в ВВС. С апреля 1954 года — заместитель начальника кафедры политэкономии Военно-воздушной академии в Монино. В 1956 году защитил докторскую диссертацию «Канада и англо-американские противоречия» (в двух томах).
После демобилизации в 1956 году и до самой смерти А. Г. Милейковский работал в ИМЭМО (с 1962 по 1986 год заведовал сектором общих проблем империализма). 1 июля 1966 года избран членом-корреспондентом АН СССР по Отделению экономики, с 29 декабря 1981 года — академик АН СССР.
Умер 12 января 1995 года, похоронен на Троекуровском кладбище.
Сын Семён (1935—1980) — зоолог, океанолог, доктор биологических наук.

## Основные работы
- Австралия. — Л., 1937
- Великобритания. — М., 1947
- Канада и англо-американские противоречия. — М., 1958
- «Основы марксизма-ленинизма» / Под ред. О. В. Куусинена. (1959)
- «Распад Британской империи» / Отв. ред. А. Г. Милейковский. (1964)
- «Международные отношения после второй мировой войны» / Гл. ред. Н. Н. Иноземцев. (т. 1—3, 1962—1965)
- «Новые явления в накоплении капитала в империалистических странах» / Отв. ред. А. Г. Милейковский. (1967)
- «Буржуазные экономические теории и экономическая политика империалистических стран» / Отв. ред. А. Г. Милейковский. (1971).
- «Экономический рост в условиях монополистического капитализма: проблемы и противоречия» (1975)
- «Политическая экономия современного монополистического капитализма» / Под ред. Н. Н. Иноземцева, А. Г. Милейковского и В. А. Мартынова. (T. 1—2, 1975) — эта монография была удостоена Государственной премии СССР в 1977 году

## Награды
- орден Октябрьской Революции (16.01.1981)
- орден Отечественной войны 2-й степени (11.03.1985)
- 2 ордена Красной Звезды (22.07.1944; 1955)
- медали